# Вавилонский плен

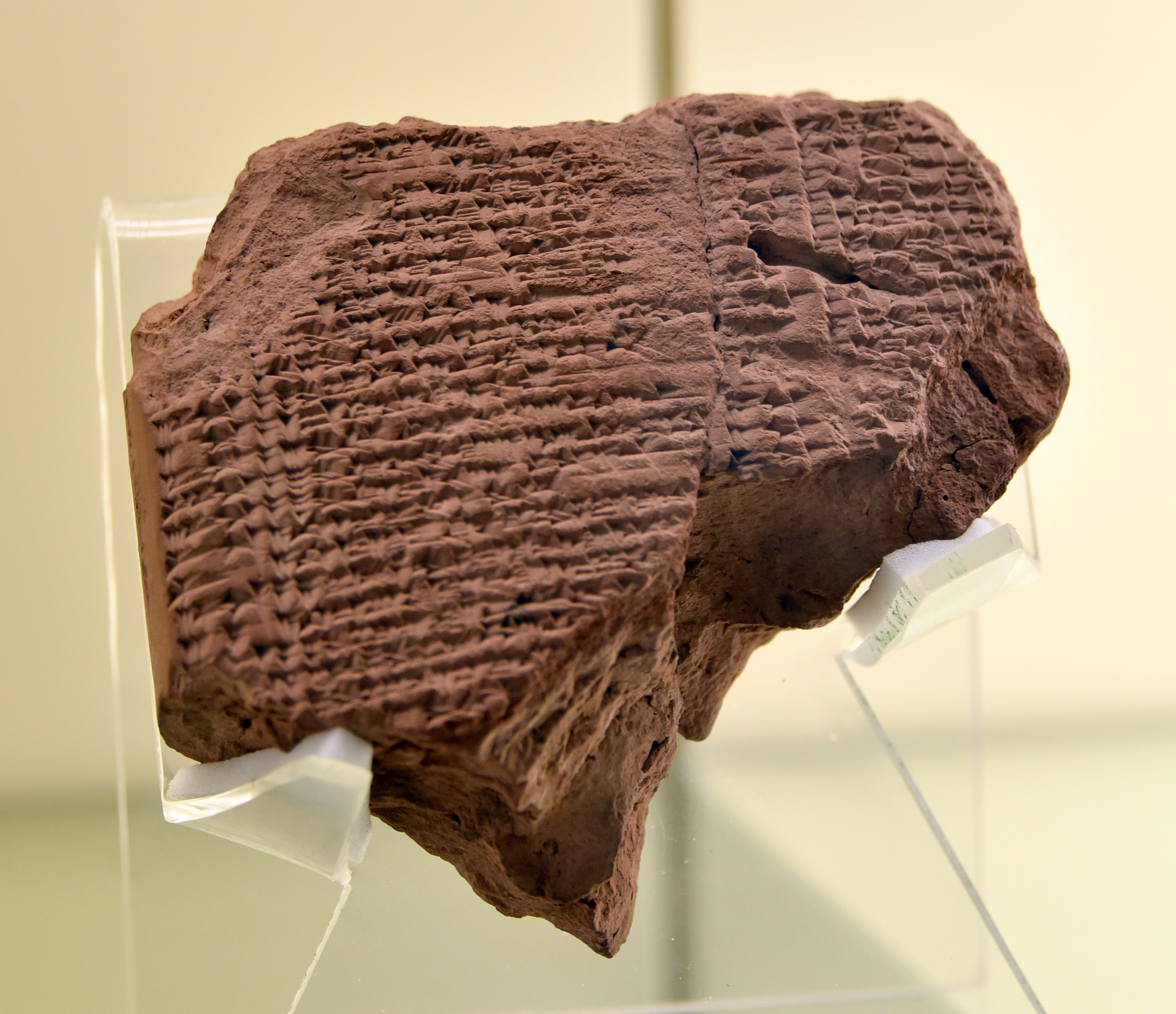
Глиняная табличка из Вавилона. Аккадоязычная клинописная надпись перечисляет упоминает имя царя Иудеи Иехонии и вавилонский плен. Правление Навуходоносора II, около  580 года до н. э. Переднеазиатский музей, Берлин

Вавило́нский плен, или вавило́нское плене́ние (ивр. גָּלוּת בָּבֶל‎, галут Бавел), — период в истории еврейского народа с 597 по 539 год до н. э. Собирательное название серии насильственных переселений в Вавилонию значительной части еврейского населения Иудейского царства во времена правления Навуходоносора II.
Эти изгнания происходили на протяжении 16 лет (598—582 годы до н. э.) и были карательными мерами в ответ на антивавилонские восстания в Иудее. Этот период завершился с возвращением части евреев в Иудею после завоевания Вавилонии персидским царём Киром II Великим.
Вавилонское пленение привело к появлению крупной еврейской диаспоры и стало поворотным пунктом в развитии еврейского религиозно-национального сознания. Так, в диаспоре пророчествовал один из ветхозаветных пророков — Иезекииль.

## Вавилонское изгнание и персидское господство

### Вавилонский плен

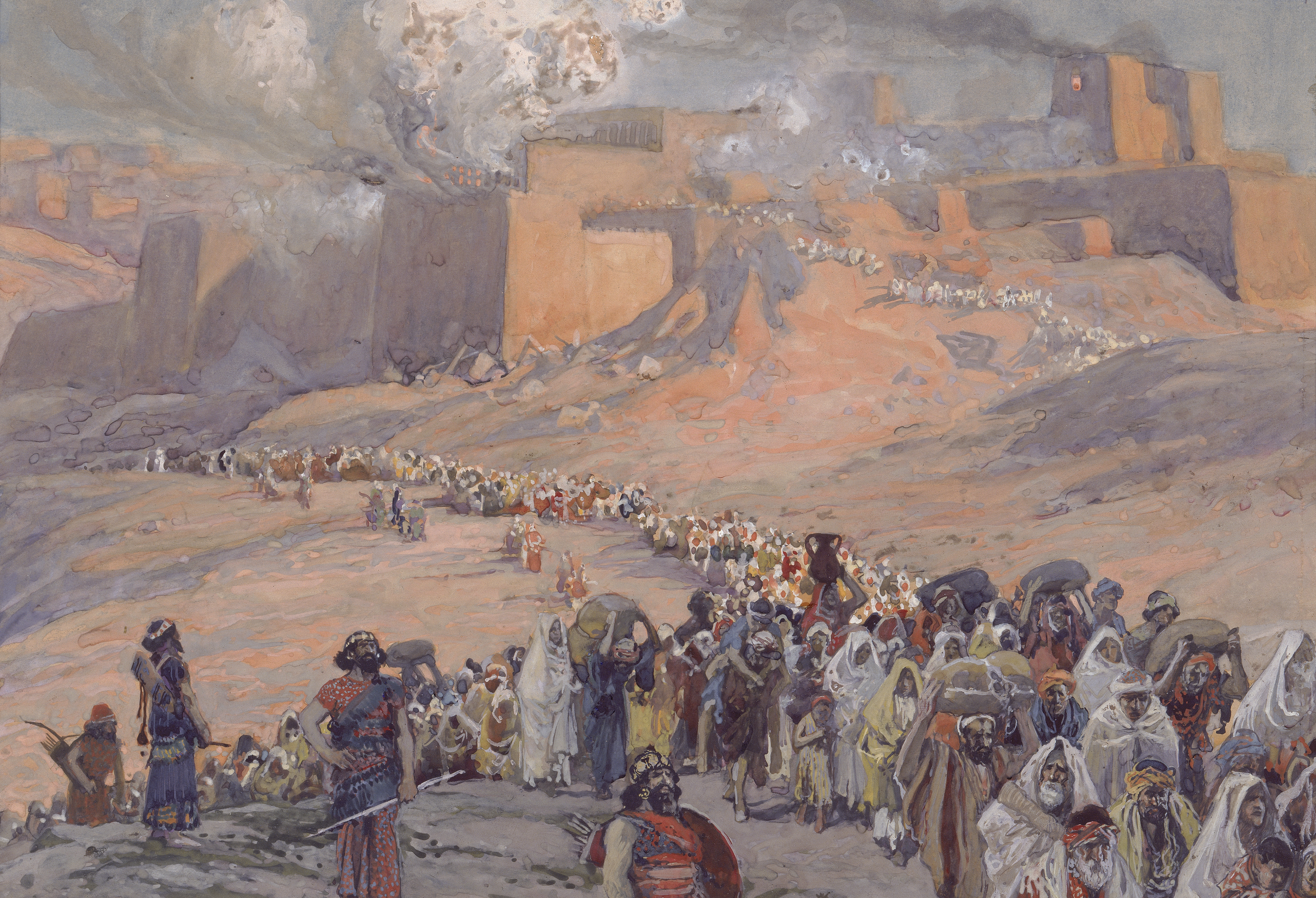
Дж. Тиссо. Бегство пленников. 1896—1902 годы. Еврейский музей, Нью-Йорк

Стремясь обезопасить пограничные с Египтом земли, в июле 586 года до н. э., после очередного восстания Иудеи, вавилонский царь Навуходоносор II захватил и уничтожил Иерусалим. При этом был разрушен Первый Храм. Вавилоняне вывели из страны огромное количество пленных, составившее примерно десятую часть от общего населения страны. Среди пленников был и царь Иудеи Седекия (Цидкийаху), пытавшийся бежать. Иудейское государство было уничтожено: на его территории Навуходоносор II создал вавилонскую провинцию Иехуд, и для евреев начался великий плен, который продолжался почти 70 лет. В составе Ново-Вавилонского царства еврейские переселенцы образовывали родовые группы, не забывавшие о своей родине и поддерживавшие с ней связи.
В 556 году до н. э. в результате заговора вавилонским царём стал арамейский сановник Набонид. Его правление отмечено попыткой ослабить влияние гражданско-храмовых общин Вавилонии и сделать своих соплеменников-арамеев главной опорой государства. С этой целью в качестве верховного государственного божества в его правление выдвигался харранский Син, особо почитавшийся арамеями. Важный религиозный ритуал Новогодия, требовавший личного участия царя, игнорировался, поскольку царь подолгу находился вне Вавилона, в аравийской Тейме (в отсутствие царя страной управлял его старший сын, царевич Валтасар), культовые изображения богов перевозились из их святилищ в Вавилон, жречество вавилонских храмов заменялось новым, лояльным Набониду. Такая политика встретила всеобщую враждебность, и когда в Вавилонию вторгся персидский царь Кир II, вавилоняне приветствовали его как освободителя. Вавилонское царство покорилось персам и вошло в состав Ахеменидской державы, сохранив свою автономию.

### Правление Кира Великого
Кир II оказывал покровительство народам, входившим в Вавилонское царство, стремясь заручиться их поддержкой. В частности, в первый год своего царствования он издал эдикт, разрешающий депортированным в Вавилонию евреям вернуться на родину. Как следует из Книги Ездры, после эдикта Кира в Иудею отправилось 42 360 евреев. Это сделало возможным восстановление иерусалимского храма (Второй Храм), которое было завершено в 516 году до н. э. Однако многие евреи вместо возвращения на историческую родину, которую они никогда не видели, предпочли остаться в Месопотамии.

### Хронология
В нижеследующей таблице приведены основные даты и события данного периода по традиционной иудейской и современной исторической датировкам, между которыми существует неразрешимое противоречие — в отношении персидского периода еврейской истории расхождения составляют до 170 лет. Датирование событий этого периода в христианской религиозной традиции не имеет существенных отличий от датирования современными историками. Как в религиозной христианской литературе, так и в научных публикациях, могут быть отличия в датах в 1—2 года, в основном в связи с различиями в календаре (начало года). В отличие от предыдущих периодов, достаточное количество внебиблейских источников позволяют с достаточно высокой точностью определить время правления монархов. Сложности для историков представляли только некоторые библейские имена правителей, в особенности в книге Даниила и Есфирь.
| Иудаистская (Седер Олам) | Иудаистская (Седер Олам) | Иудаистская (Седер Олам) |          | Историческая / христианская (Септуагинта) | Историческая / христианская (Септуагинта) | Историческая / христианская (Септуагинта) |
| Событие | от Сотворения            | до н. э.                 | до н. э. | до н. э.                                  | от Сотворения | Событие                                   |
| Навуходоносор II (Нэвухаднэззар) становится царём Вавилонской империи | 3318                     | 442                      | 605      | 4904                                      | Навуходоносор II становится царём Вавилонской империи |                                           |
| Навуходоносор побеждает царя Иудеи Иоакима (Иехоакима). Слово Господне к пророку Иезекиилю (в 5-й год пленения царя Иоакима) | 3319                     | 441                      | 603      | 4906                                      | Навуходоносор побеждает царя Иудеи Иоакима |                                           |
| Навуходоносор уводит в плен царя Иехонию (Иехояхина) вместе со знатью Иудеи | 3327                     | 433                      | 597      | 4912                                      | Навуходоносор уводит в плен царя Иехонию вместе со знатью Иудеи |                                           |
| Навуходоносор разрушает Иерусалимский храм и изгоняет евреев из Земли Израиля | 3338                     | 422                      | 586      | 4923                                      | Навуходоносор разрушает Иерусалимский храм и изгоняет евреев из Земли Израиля |                                           |
| Смерть Навуходоносора. Трон занимает его сын Амель-Мардук (Эвель Меродах) | 3364                     | 396                      | 562      | 4947                                      | Смерть Навуходоносора. Трон занимает его сын Амель-Мардук |                                           |
| Валтасар (Бальшецар), сын Амель-Мардука становится царём Вавилонской империи | 3386                     | 374                      | ~ 550    | ~ 4960                                    | Валтасар, сын Навуходоносора и приёмный сын Набонида, становится соправителем Вавилонской империи |                                           |
| - Валтасар, ведший отсчёт «70 лет господства Вавилона» от восхождения на трон Навуходоносора, устраивает празднество и погибает - Вавилонская империя была разрушена персами и мидийцами в год её семидесятилетия - Воцарился Дарий I | 3389                     | 371                      | 539      | 4970                                      | - Смерть Валтасара. Кир II Великий становится царём Вавилонской империи - Декларация Кира о восстановлении Иерусалимского храма - Первый караван переселенцев, возглавляемый Зоровавелем, достиг Земли Израиля - Начато строительство Второго Храма |                                           |
| - Кир II Великий (Кореш) воцарился над Вавилонской империей. Он приказывает евреям восстановить Храм - Первый караван переселенцев, возглавляемый Зоровавелем (Зрубавель бен Шалтиэль), достиг Земли Израиля - В этот год минуло 70 лет с начала изгнания, произошедшего во времена правления Иоакима - Начато строительство Второго Храма | 3390                     | 370                      |          |                                           | |                                           |
| |                          |                          | 522      | 4987                                      | Воцарился Дарий I |                                           |
| |                          |                          | 520      | 4989                                      | Продолжение восстановления Второго Храма |                                           |
| |                          |                          | 516      | 4993                                      | Закончено восстановление Второго Храма |                                           |
| Воцарился Артаксеркс II (Ахашверош). Восстановление Иерусалимского храма приостановлено | 3392                     | 368                      | 486      | 5023                                      | Воцарился Ксеркс I (Ахашверош) |                                           |
| - Ахашверош «делает пир для всех князей своих и для служащих при нём, для главных начальников войска Персидского и Мидийского и для правителей областей своих» - Ахашверош на третьем году своего правления решает, что назначенные 70 лет уже прошли                                                                                      | 3395                     | 366                      | 483      | 5026                                      | Ксеркс I «делает пир для всех князей своих и для служащих при нём, для главных начальников войска Персидского и Мидийского и для правителей областей своих»                                                                                         |                                           |
| Ахашверош женится на Эстер и делает её царицей в месяце тевет | 3400                     | 361                      |          |                                           | |                                           |
| - Аман издаёт указ 13 нисана об избиении всех иудеев 13 адара - Мордехай издаёт указ 23 сивана о разрешении встать на защиту жизни 13 адара | 3404                     | 356                      | 474      | 5035                                      | - Аман издаёт указ 13 нисана об избиении всех иудеев 13 адара - Мордехай издаёт указ 23 сивана о разрешении встать на защиту жизни 13 адара |                                           |
| События Пурима: - 13 адара — первый день боёв. Убито 75 000 врагов в областях и 510 — в Сузах - 14 адара — день пиршества и веселья в областях и второй день боёв в Сузах. Убито 300 врагов - 15 адара — день пиршества и веселья в Сузах. Мордехай устанавливает 14 и 15 адара днями пиршества и веселья — Пурим                          | 3405                     | 355                      | 473      | 5036                                      | События Пурима |                                           |
| |                          |                          | 465      | 5044                                      | Воцарился Артаксеркс I |                                           |
| |                          |                          | 458      | 5051                                      | Переселение большого числа евреев Вавилона в Иерусалим во главе с Ездрой |                                           |
| |                          |                          | 445      | 5064                                      | Переселение евреев Вавилона в Иерусалим во главе с Неемией. Закончено строительство крепостной стены вокруг Иерусалима |                                           |
| Ахашверош умирает, и ему наследует Дарий II, который в еврейской традиции считается сыном Эсфири | 3406                     | 354                      | 423      | 5086                                      | Воцарился Дарий II |                                           |
| Дарий приказывает возобновить восстановление Храма. Прошло 70 лет со дня разрушения Иерусалима. Исполнилось пророчество Даниила | 3408                     | 352                      |          |                                           | |                                           |
| Закончено восстановление Второго Храма | 3412                     | 348                      |          |                                           | |                                           |
| Переселение большого числа евреев Вавилона в Иерусалим во главе с Ездрой (Эзрой) | 3413                     | 347                      |          |                                           | |                                           |
| Переселение евреев Вавилона в Иерусалим во главе с Неемией (Нехемией) | 3426                     | 334                      |          |                                           | |                                           |
| Закончено строительство крепостной стены вокруг Иерусалима | 3428                     | 332                      |          |                                           | |                                           |
| |                          |                          | 359      | 5150                                      | Воцарился Артаксеркс III |                                           |
| |                          |                          | 336      | 5173                                      | Воцарился Дарий III |                                           |
| Македонское завоевание |                          |                          |          |                                           | |                                           |

#### Исторические гипотезы о событиях Пурима
| Иудаистская (Седер Олам) | Иудаистская (Седер Олам) |                | Версия 1 | Версия 1       |     | Версия 2      | Версия 2 |                | Версия 3 | Версия 3 |  | Версия 4 | Версия 4 |
| Артаксеркс II            | 368                      | Ксеркс I       | 486      | Артаксеркс I   | 465 | Артаксеркс II | 404      | Артаксеркс III | 359      |          |  |          |          |
| События Пурима           | 355                      | События Пурима | 473      | События Пурима | 452 | —             | —        | События Пурима | 343      |          |  |          |          |
| Дарий I                  | 354                      | Дарий II       | 423      | Дарий II       | 423 | —             | —        | Дарий III      | 336      |          |  |          |          |